# Maria Lucia Santos Pereira
Maria Lucia Santos Pereira (Itapetinga, 14 de janeiro de 1967 - Salvador, 25 de abril de 2018) foi uma ativista brasileira, líder do Movimento Nacional da População em Situação de Rua (MNPR), uma referência na luta pela garantia dos direitos dessa população. Morou nas ruas de Salvador por 16 anos e, neste período, foi dependente de álcool e usuária de drogas. Após sua recuperação, atuou em obras sociais de assistência aos desabrigados, onde iniciou sua militância. Foi membro do Comitê Intersetorial de Acompanhamento e Monitoramento da Política Nacional para a População em Situação de Rua (CIAMP-Rua) e colaborou com o Conselho de Direitos Humanos das Organizações das Nações Unidas (ONU). Recebeu o Prêmio Direitos Humanos (2013) e a Medalha Zumbi dos Palmares, da Câmara Municipal de Salvador (2016).